# Караулинська сільська рада
Карау́линська сільська рада (рос. Караулинский сельский совет) — муніципальне утворення у складі Камизяцького району Астраханської області, Російська Федерація. Адміністративний центр — село Караульне.

## Географічне положення
Сільська рада розташована у південній частині району, на березі Каспійського моря. Територією сільради протікають такі протоки дельти Волги - Кізань, Затон, Нікітінський Банк, Кулагінський Банк, Ритий Банк, Бакланья, Велика та Мала Бакланья, Обуховська, Ніколаєвська та інші.

## Населення
Населення — 2419 осіб (2013; 2404 в 2012, 2311 в 2011, 2269 в 2010, 2307 в 2006).
Національний склад:
- казахи — 67,9%
- росіяни — 31,1%
- інші (аварці, азербайджанці) — 1%

## Склад
До складу поселення входять такі населені пункти:
| Населений пункт       | Населення, осіб (2010) | Населення, осіб (2012) | Населення, осіб (2013) |
| --------------------- | ---------------------- | ---------------------- | ---------------------- |
| Затон, село           | 791                    | 844                    | 844                    |
| Караульне, село       | 810                    | 817                    | 817                    |
| Ніколаєвський, селище | 107                    | 101                    | 108                    |
| Новінський, селище    | 245                    | 237                    | 239                    |
| Обуховський, селище   | 97                     | 149                    | 153                    |
| Станья, селище        | 219                    | 256                    | 258                    |

## Господарство
Провідною галуззю господарства виступає сільське господарство, представлене 2 селянсько-фермерськими господарствами та 1 сільськогосподарським підприємством. У структурі угідь найбільшу площу займають сінокоси (45,1%), пасовиська (36,6%) та рілля (18,3%). Тваринництво займається розведенням великої рогатої худоби, свиней, овець, кіз, коней та птахів. Відповідно основною продукцією виступають м'ясо, молоко та яйця. Рослинництво займається вирощуванням зернових, овочів, картоплі та баштану. У сільраді розвинено рибальство.
Серед закладів соціальної сфери у центрі сільради діють 4 фельдшерсько-акушерський пункти (Караульне, Затон, Станья, Обуховський), 2 середні школи (Караулинська на 220 місць, Затонська на 125 місць), 2 початкові школи (Обуховска та Станьїнська на 15 місць кожна), 2 садочки (Караулинський на 100 місць, Затонський на 40 місць), 2 сільські та 2 шкільні бібліотеки, закладів культури немає. Діють також 5 магазинів, 2 АЗС.
Транспорт у сільраді представлений автомобільною дорогою Астрахань-Камизяк-Кіровський та судноплавними річками.